# Edicions Atàviques
Edicions Atàviques és una editorial nascuda a Llucmajor, Mallorca, el 1985 i que publicà fins al 1990. Fou dirigida per Biel Thomàs (Llucmajor, 1963) i Miquel Bezares (Llucmajor, 1968) i representa una experiència de renovació editorial. Durant la seva curta vida publicà set llibres, la principal característica dels quals és la conjunció del treball dels poetes amb el dels artistes plàstics. Els llibres publicats, amb una tirada no superior als 300 exemplars, es caracteritzen per la barreja d'elements gràfics de text (ús de colors, tipografies i papers diferents), la introducció de dibuixos i obra plàstica, la recerca de nous formats i suports (des de la samarreta fins a la capsa de pizza, passant pel paper de vidre). Publicaren llibres de poemes de Miquel Bezares, Miquel Cardell, Arnau Pons i Damià Pons, amb dibuixos de Rafel Joan i Pere Bennàsar, i comptà amb la col·laboració de Blai Bonet.

## Obres
- Baleigs (1986-1987), carpeta amb un recull de serigrafies i poemes de Joana Artigues, Miquel Bezares, Antoni Garau, Joan Garau, Maria Ginard, Miquel Mascaró, Biel Thomàs, Pere Bennassar, Miquel Cardell, Rafel Creus, Dolors Mir i Margalida Pons. Pròleg de Blai Bonet.[3]
- Cos de calitja (1987) de Miquel Bezares, amb les serigrafies de Patrick Asquith, Antoni Garau, Maria Ginard, Miquel Mascaró, Biel Thomàs i Emma Waters. El seu disseny fou a cura de Biel Thomàs i Antoni Garau.[4]
- Liquen saur (1988) d'Arnau Pons, amb serigrafies del pintor Rafel Joan.[5]
- Indicis (1990) de Miquel Bezares, amb il·lustracions de Biel Thomàs.[6]
- Territori d'incògnites (1988) de Damià Pons, amb il·lustracions de Biel Thomàs.
- Instamàtic (1990) de Miquel Cardell, acompanyat d'il·lustracions de Dolors Mir i Patxi Echeverría.